# Asklepiades von Bithynien
Asklepiades von Bithynien (auch Asklepiades von Prusa und Asklepiades von Prusias; * um 124 v. Chr. in Prusa/heute in der Provinz Bursa; seine Geburtsstadt wurde auch Prusias ad Mare und Kios genannt, in Bithynien, Kleinasien; † 60 v. Chr. in Rom) war ein griechischer Arzt und Philosoph des späten Hellenismus, der in Rom wirkte und dort die griechische Medizin im römischen Weltreich sesshaft machte.

## Leben
Asklepiades studierte Rhetorik, Philosophie und Medizin. Etwa 91 v. Chr. kam er aus Bithynien nach Rom, wo er nach erfolgloser Rhetorikerlaufbahn mit Erfolg als Arzt praktizierte. Er bevorzugte einfache Heilmittel wie Diät, Wein, Bewegung, Bäder, Schwitzen und Wasserkuren, mit denen er auch psychische Störungen (psychische Erkrankungen waren, abgesehen von der „Besessenheit“, im damaligen humoralpathologischen System noch unbekannt) behandelte. Somit wurde er zum Begründer der Wasserheilkunde (Balneotherapie). Die von Asklepiades eingeführte, auf atomistischen Vorstellungen von Demokrit und Epikur beruhende Richtung der Solidarpathologie (vgl. Erasistratos), die von wechselnden Zuständen der festen Partikeln des Körpers ausgeht, konnte die Säftelehre, gegen die Asklepiades ebenso wie gegen übertriebene Anwendungen von Aderlässen, Brech-, Abführ- und Schwitzmitteln der Humoralpathologen eiferte, jedoch nicht verdrängen.
Eine seiner kontroversen Thesen war, die Natur sei nicht nur ohne Vernunft und Kunst, sondern geradezu schädlich.
Er war Erfinder der passiven Bewegung, die in Fahrten auf Wagen, Schiff und ähnlichem bestand. Asklepiades begründete die von seinen Nachfolgern (etwa Themison) ausgebaute Methodische Schule der Medizin (Methodiker, altgriechisch Μεθοδικοί), die bis zum Ende des römischen Reiches florierte. Seine Lehren waren sehr modern, und er gilt daher als Pionier in Physiotherapie, Psychotherapie und Molekularmedizin, da für ihn, durch Demokrit beeinflusst, die Verteilung der Atome und deren Transport durch die Poren wesentlich für den Gesundheitszustand waren. Asklepiades begründete die Theorie, dass der Mensch aus Atomen besteht, die sich zum einen zu feinen Porengängen zusammengeschlossen haben und zum anderen sich frei durch diese Gänge bewegen. Er unterschied zwischen akuten und chronischen Erkrankungen. Sein bedeutendster Schüler war Themison von Laodikeia. Asklepiades gilt auch als Erfinder der Tracheotomie, des Luftröhrenschnittes. Plinius, Celsus und Apuleius berichten, dass Asklepiades Zweifel am Tod eines zu seinem Grab getragenen Menschen hatte und diesem dadurch das Leben gerettet habe.
Asklepiades war angeblich nie nennenswert krank und starb durch einen Unfall. Sein Werk ist nur in wenigen Fragmenten erhalten.

## Rezeption
Asklepiades wird unter dem Namen Asklepiodes von John Maddox Roberts in seiner Roman-Reihe SPQR als Freund des Protagonisten Decius Caecilius Metellus dargestellt.